# EMachines
eMachines — американская компания, занимавшаяся поставкой персональных компьютеров начального уровня, а также одноимённый бренд персональных компьютеров. Образована в октябре 1998 года как дочернее предприятие корейских производителей компьютеров TriGem и мониторов Korea Data Systems. С ноября 1998 года занималась поставкой бюджетных персональных компьютеров (дешевле 600 долларов) на рынок США. В июне 1999 года фирма стала 3-й по объёму продаж бюджетных ПК в американских магазинах розничной торговли. На протяжении почти всего своего существования компания поставляла исключительно недорогую продукцию.
Из-за низкой рентабельности продаж компания несла большие убытки, и в ноябре 2001 года её выкупил за 117,5 млн долларов один из основателей Джон Хью. 30 января 2004 года эту фирму выкупил производитель компьютеров Gateway, который приобрёл право на бренд компьютеров и ноутбуков eMachines. В сентябре 2007 года фирму Gateway приобрёл ещё один производитель компьютеров Acer, в ведение которого перешёл бренд eMachines, под которым и дальше выпускались бюджетные ноутбуки и компьютеры. 17 января 2013 года в связи с переходом Acer на выпуск более дорогой продукции бренд eMachines прекратил существование.

## Образование компании и первые поставки
Образование бренда eMachines было связано с финансовыми трудностями, которые испытывала южнокорейская компания TriGem — производитель персональных компьютеров. В 1997 году она выпустила 2 млн экземпляров, однако Азиатский финансовый кризис и его последствия в виде девальвации корейской воны привели к падению объёма производства до 1,1 млн и потерям в 600 млн долларов в 1998 году. Чтобы избежать финансового краха, TriGem решила учредить ряд дочерних предприятий, которые позволили бы компании избежать убытков и выйти в плюс.
Фирму eMachines основали 38-летний генеральный директор TriGem и магистр компьютерных наук Технологического института Флориды Пол Ли и 46-летний исполнительный директор компании Korea Data Systems, производящей мониторы и телеэкраны, Юн Ко. Им помогал старший вице-президент сети розничной торговли электроникой Computer City Стивен Даккер (англ. Stephen Dukker), разработавший стратегию продажи компьютеров и возглавивший новую фирму. Среди основателей был и Джон Хью, занявший должность директора-учредителя eMachines. Она рекламировалась как фирма, которая продавала недорогие компьютеры стоимостью от 400 до 600 долларов США с небольшими техническими характеристиками — ставке на низкие цены она следовала с самого начала. Продукция eMachines собиралась преимущественно на заводе TriGem в корейском Ансане, параллельно производство велось в Японии и на Тайване.
Компания eMachines была зарегистрирована официально в США в октябре 1998 года как совместное дочернее предприятие TriGem и Korea Data Systems. Доля акций TriGem в новом предприятии составляла 28,5 %, Korea Data Systems — 28,2 %, Даккер, как президент, владел 8 % акций. Одновременно в Японии появилась дистрибьюторская фирма Sotec — совместное дочернее предприятие корейских TriGem и Korea Data Systems, а также японской Kyoden. Головной офис eMachines располагался в городе Фримонт (Калифорния). Изначально заявлялось, что eMachines не только осуществляет полный производственный цикл от разработки продукта и до его сбыта, но и оказывает клиентскую поддержку.
Первые поставки продукции в США начались в ноябре 1998 года. За шесть недель к концу года eMachines заняла 6-е место в рейтинге национального розничного рынка персональных компьютеров. Согласно официальному заявлению компании, за это время в США было поставлено более 180 тысяч компьютеров марки eTower ценой до 500 долларов каждый, что принесло фирме в IV квартале доходы в размере около 70 миллионов долларов. Благодаря продаже бюджетных ПК, компания закрепилась на рынках компьютеров низшего и среднего класса: 53 % компьютеров были приобретены семьями с годовым доходом менее 50 тысяч долларов, а 44 % покупателей продукции eMachines приобрели компьютер впервые в жизни. Из 399 долларов себестоимости каждого компьютера в доход eMachines уходило от 363 до 375 долларов (продавцам доставалось от 6 до 9 % себестоимости). К концу января 1999 года компания рассчитывала продать от 1,7 до 2 млн компьютеров и заработать на продажах около 1 млрд долларов.

## В составе TriGem

### Первые образцы продукции

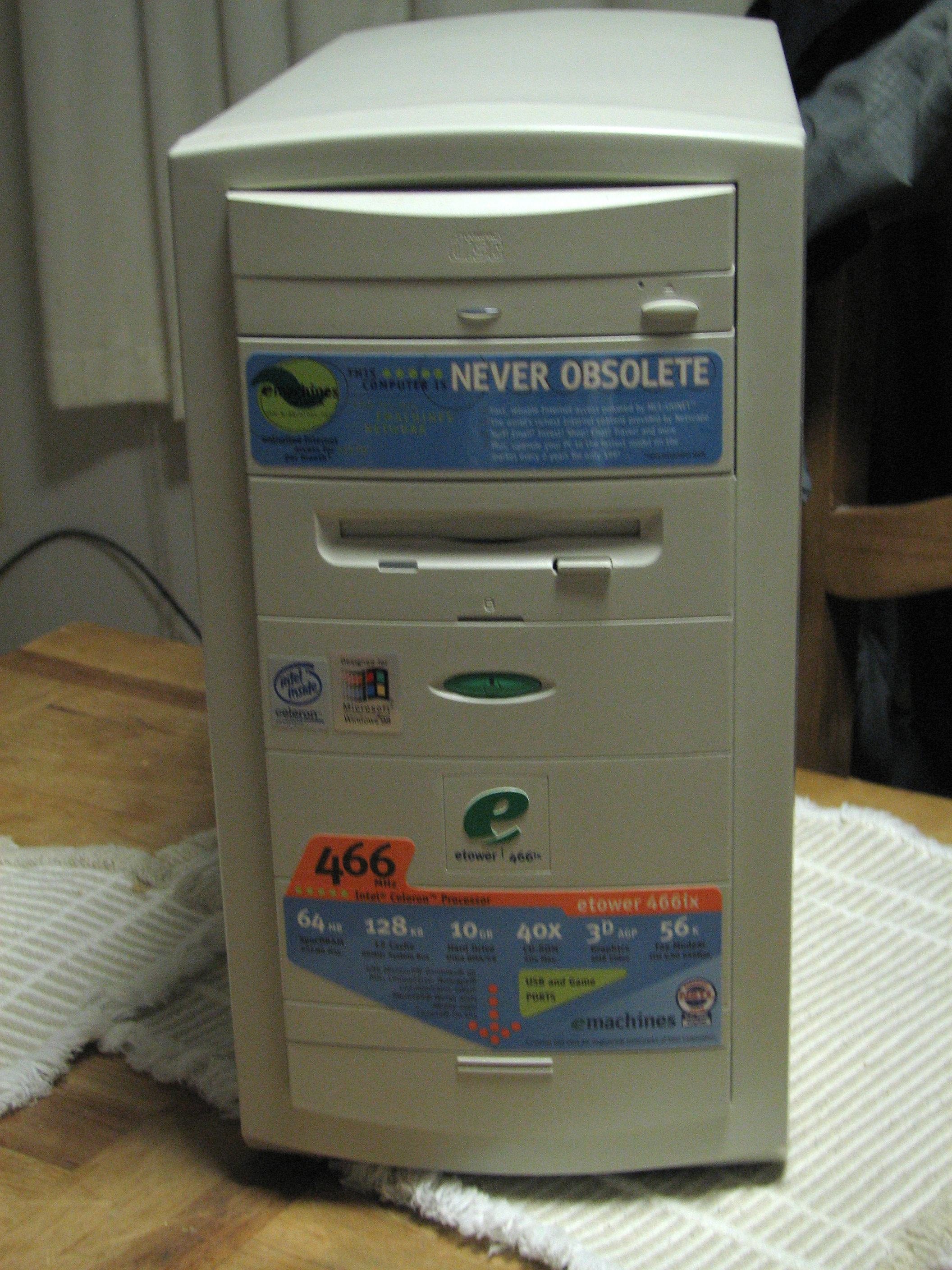
Системный блок компьютера eTower

Первыми компьютерами eMachines на американском рынке стали модели eTower 266 и eTower 300 за 399 и 499 долларов соответственно (без учёта монитора). Их технические характеристики были недостаточными для компьютерных игр, но оптимальными для работы (чтение корреспонденции в сервисе America Online, составление документов в Microsoft Word, управление финансами в Quicken). Аналоги от более крупных поставщиков Compaq и IBM стоили не менее 599 долларов. Фирма анонсировала продажи моделей eTower в магазинах торговых сетей Circuit City, Best Buy и Costco и возможность их заказа через Интернет. Всего были запланированы поставки 300 тысяч экземпляров eTower в течение I квартала с ожидаемым доходом 150 млн долларов. По состоянию на январь 1999 года долю в 6 % от розничного рынка США занимали компьютеры eMachines; к первой декаде марта эта доля выросла до 6,5 %.
Согласно наблюдениям Питера Льюиса, опубликованным в феврале 1999 года в The New York Times, самой дешёвой моделью eMachines на тот момент была модель eTower 300k (399 долларов) с процессором K6-2 AMD тактовой частотой 300 МГц. Компьютер обладал хорошими характеристиками благодаря качественным комплектующим (жёсткому диску от Samsung и микропроцессору AMD) и оптимально подходил для работы в Интернете благодаря 56K-модему, совместимому и с более дорогими моделями. Монитор eView диагональю 14 дюймов стоил 100 долларов и продавался отдельно. Аналоги eTower стоили дороже: Compaq Presario 2286 — 799 долларов (с дополнительным ПО), Compaq Desktop EP 4300 — 749 долларов, HP Brio 7114 — 703 доллара, Dell Optiglex G1 — 799 долларов, а иногда цена аналога могла достигать 900 долларов. Техподдержка новым пользователям была бесплатной в течение 15 дней с момента первого звонка (далее звонок стоил 25 долларов). Покупка модели с 3-летней гарантией обходилась на 59 долларов дороже, но предоставляла бесплатную телефонную поддержку (плата только за междугородние звонки) и бесплатную замену оборудования, сломавшегося не по вине пользователя. По оценке CNN за декабрь 2002 года, количество обращений от клиентов вскоре возросло настолько, что техподдержка eMachines перестала с ними справляться.
Помимо этого, компания eMachines предлагала более мощную eTower 333k за 499 долларов и линейки компьютеров с индексами «i» (процессоры Intel Celeron) и «c» (процессоры Cyrix). Из моделей этих линеек по состоянию на февраль 1999 года в ассортимент входили eTower 300c (399 долларов) с микропроцессором Cyrix M-II частотой 300 МГц и eTower 333i (499 долларов) с микропроцессором Celeron частотой 333 МГц. Самым дорогим был eTower 333id (599 долларов) с микропроцессором Celeron частотой 333 МГц, встроенным дисководом для DVD-ROM и графическим контроллером Rage Pro Turbo производства ATI Technologies. Мониторы для них также продавались отдельно за 100—225 долларов в зависимости от диагонали. В дальнейшем выпускались более совершенные модели серии eTower с процессорами Intel Celeron — 333cs, 350c, 366c, 566i, 600is, 667ir и 700id (номер в индексе соответствует тактовой частоте процессора). Позже начался выпуск новой серии eMonster с процессорами Pentium III — таких моделей, как 500, 500a, 550, 550r, 600 и 800 (номер также соответствует частоте).

### Успех и развитие
В марте 1999 года компания переехала из Фримонта в Ирвайн, ближе к Лос-Анджелесу, куда доставлялась продукция TriGem. В том же месяце президент и генеральный директор eMachines Стивен Даккер выразил надежду, что в течение года компания выручит около 1 млрд долларов на продаже 1,9 млн компьютеров. Предполагалось, что к концу года её доля на розничном рынке вырастет до 17 %, а с учётом корпоративных продаж — до 8 % на рынке в целом. Компанию не отпугивало даже снижение активности на рынке ПК. Фирма планировала также выпустить моноблок для корпоративных пользователей (799 долларов) с процессором Celeron частотой 366 или 400 МГц, сетевым адаптером и встроенным 15-дюймовым ЭЛТ-монитором; ультратонкий ноутбук eNote (1999 долларов) и аналог iMac под названием eStation (699 долларов), который должен был ориентировочно выйти в мае. К концу марта бренд eMachines занимал 4-е место среди производителей ПК на рынке США с долей в размере 9,9 % (1-е место занимала компания Compaq с 30,9 %, 2-е место — Hewlett-Packard с 28,9 %, 3-е место — IBM с 10,7 %). К концу I квартала предполагалось достичь объёма продаж в 150 млн долларов, а во II квартале — 230 млн долларов при ожидаемых поставках на рынок около 400 тысяч новых компьютеров. Всего в I квартале 1999 года eMachines поставили около 300 тысяч моделей eTower.
В мае 1999 года президент eMachines Даккер заявил, что продажи у eMachines шли в четыре раза быстрее, чем продажи моделей IBM или Compaq ценой 1500 долларов каждая. Из продукции eMachines в магазины возвращалось около 4 % (против 10 % в среднем у конкурентов). В июне компания eMachines объявила о начале выпуска компьютеров с оплаченным Интернет-доступом и заключила маркетинговое соглашение с интернет-провайдером AOL — тот, в обмен на свою долю акций (8,7 %), обязался предоставлять скидку-рабат до 400 долларов покупателям ПК ценой выше 400 долларов. Другая сделка была заключена с сетью магазинов Circuit City о предоставлении скидки в 400 долларов за покупку моделей eMachines ценой 475 долларов. По словам руководства сети, благодаря рекламе моделей eMachines за 399 долларов за 4 дня удалось продать продукции больше обычного. У фирмы eMachines было также соглашение с компанией Be Incorporated — разработчиком операционной системы BeOS, предустановленной вместе с Windows на некоторые ПК. Обозреватель Forbes Бретт Нельсон отмечал, что продукция eMachines хорошо продавалась в магазинах Circuit City и Staples, поскольку низкие цены привлекали больше покупателей, чем любая дорогостоящая рекламная кампания. При этом он считал, что на продаже бюджетных ПК фирма eMachines много не заработает.
К 30 июня 1999 года продажи с момента образования eMachines достигли отметки 410 млн долларов. Фирма заняла 3-е место по объёмам продаж в американских сетях розничной торговли, понеся чистые убытки на сумму 8 млн долларов. Рентабельность продаж за полгода составила всего 3,6 % против 20,9 % у фирмы Compaq, продававшей и бюджетные ПК, и бизнес-сервера. Похожих масштабов продаж достиг Sotec, занимавший по состоянию на март 1999 года 5-е место на японском рынке домашних компьютеров по объёму продаж, а к декабрю 1999 года вышедший на 2-е место в Японии. По состоянию на конец июня в eMachines работало всего 49 человек, а объём продаж на американском рынке бюджетных компьютеров всех марок подскочил до 28 % при том, что ещё в сентябре 1998 года он не превышал 1 %; на июль 1999 года в компании числилось уже 45 работников, большая часть которых занималась исключительно продажей и рекламой продукции. В июле был продан миллионный компьютер марки eTower.

### Конкуренция и скандалы

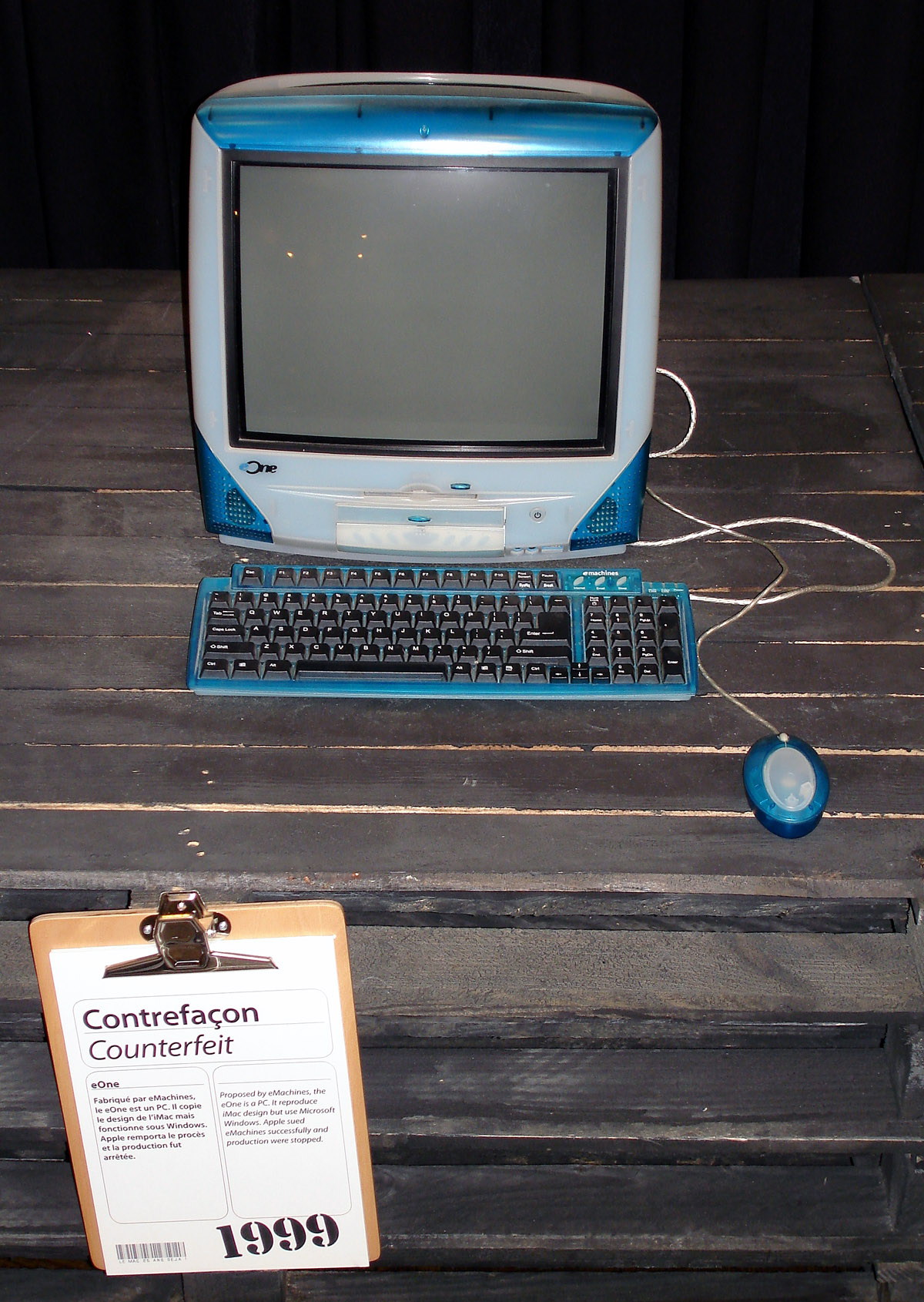
Компьютер eMachines eOne

Модели eMachines ценой до 600 долларов были дешевле аналогов от Compaq, Dell или IBM. По оценке журнала Forbes, именно усилия eMachines тогда спасли TriGem и Korea Data Systems от банкротства, причём в TriGem вернулись все сотрудники, уволенные из-за последствий Азиатского финансового кризиса. Первоначальный успех eMachines был связан и с тем, что ведущие производители ПК почти не выходили на бюджетный сегмент рынка из-за страха перед каннибализацией собственных продаж. Однако в 1999 году Compaq выпустила свой первый ПК стоимостью ниже 500 долларов, а вскоре на рынке стали появляться другие производители бюджетных ПК — Microworkz.com, Free-PC, Future Power и Gobi. Эти и другие стартапы предлагали клиентам, помимо ПК, ещё и оплаченный доступ в Интернет. Рентабельность продаж фирмы eMachines оставалась её слабым звеном и была намного ниже, чем у Compaq, Dell или Hewlett-Packard.
В июле 1999 года Compaq подала в суд на eMachines по обвинению в умышленном нарушении 13 патентов, связанных с компьютерным оборудованием и функциями (от систем видеодисплея до ввода пароля с клавиатуры). Большинство из упомянутых патентов были выданы в 1996 году, нарушения фиксировались в трёх из 16 моделей eMachines — eTower 333cs, eTower 333id и eTower 366I. Скандал с нарушениями патентов обрёл продолжение в августе, когда вышел компьютер eMachines eOne, внешне сильно напоминавший iMac от Apple, но кардинально отличавшийся внутри. Apple подала на eMachines в суд, обвинив ту в плагиате дизайна iMac, и потребовала прекратить производство и продажу eOne. Руководство eMachines на тот момент официально не ответило на исковые заявления Compaq или Apple, поскольку концентрировалось на выходе на биржу. В итоге в марте 2000 года Apple выиграла дело, и eMachines обязалась прекратить производство и продажу eOne с подобным дизайном.

### На стыке 1999 и 2000 годов
31 августа 1999 года eMachines подала заявку на размещение своего первичного публичного предложения, намереваясь торговлю на бирже NASDAQ под тикером EEEE, и объявила о сборе средств в размере 200 млн долларов. Фирма также намеревалась создать собственный Интернет-провайдер emachines.net с дешёвыми тарифами. По состоянию на 1 сентября 1999 года фирма продала свыше 1 млн компьютеров: по данным Los Angeles Times, в американских розничных магазинах каждый девятый компьютер был выпущен eMachines. Тем не менее, фирма несла убытки: согласно Los Angeles Times, при доходах в 351 млн долларов за первые полгода чистые убытки составили 3,9 млн долларов. По данным Forbes, при себестоимости выручки в 397 млн долларов валовая прибыль eMachines составила 12,7 млн долларов, что было эквивалентно рентабельности продаж в размере 3 % против 21 % у Compaq или Dell. Первичное публичное предложение eMachines должно было появиться в ноябре, но из-за финансовых трудностей его отложили на несколько месяцев. В октябре по объёму розничных продаж eMachines заняли 3-е место на американском рынке с долей 12,4 %, уступив Compaq и Hewlett-Packard. В том же месяце они представили новый мощный компьютер за 899 долларов, а в ноябре объявили об выходе на рынок ноутбуков, презентовав модель за 999 долларов, продажи которой должны были начаться в декабре.
В конце ноября стало известно, что eMachines приобрела у компании IdeaLab за 97 млн долларов фирму Free-PC, которая занималась бесплатной раздачей компьютеров своим клиентам и бесплатным подключением к Интернету. Президент фирмы Билл Гросс вошёл в совет директоров eMachines, а в штат последней вошли ещё 90 сотрудников. Free-PC отказалась от раздачи компьютеров, но предложила включить рекламируемое ею ПО в пакет программ, устанавливаемых на ПК от eMachines, и размещать ссылки на спонсируемые сайты. По итогам года общие потери eMachines составили 105,5 млн долларов США с учётом амортизационных отчислений. При продажах на сумму 814,3 млн долларов компания понесла операционные потери на сумму 1,84 млн долларов, связанные с приобретением Free-PC. По словам представителей компании, потери должны были ожидаться ещё в течение нескольких кварталов. Объём продаж в IV квартале вырос на 65 % по сравнению с III кварталом при том, что объём продаж ПК на рынке в целом вырос на 6,6 %, но рентабельность продаж eMachines варьировалась в районе 4 %.
На март 2000 года крупнейшими держателями акций eMachines были America Online с 6,4 % акций (около 76 млн долларов) и CEO фирмы IdeaLab Билл Гросс с 12,4 % акций (около 148 млн). Тогдашний CEO компании Стивен Даккер владел 5,7 % акций стоимостью 68 млн долларов. Самый дешёвый ПК из ассортимента eMachines на тот момент имел жёсткий диск объёмом 4,3 ГБ и оперативную память объёмом 32 МБ (против 64 МБ у большинства ПК на американском рынке). Согласно сообщению Бобу Мэсси в ноябре 2000 года в газете The Washington Post, в ПО типичной модели eTower 633ids входили бесплатный офисный пакет StarOffice 5.2, Adobe Acrobat 4.0, программа для совершения телефонных звонков, мастер дизайна веб-страниц, менеджер загрузок, мессенджер AOL и устаревшие на тот момент RealPlayer 7 или Netscape Communicator 4.61. В комплектацию входили клавиатуры с клавишами быстрого открытия веб-страниц бизнес-партнёров eMachines, среди которых были игровой сайт Boxerjam и гид по магазинам Shoppinglist.com. По итогам I квартала компания понесла убытки в размере 11,9 млн долларов, но её чистая прибыль при этом составила 737 тысяч долларов.

### Неудачный выход на биржу NASDAQ

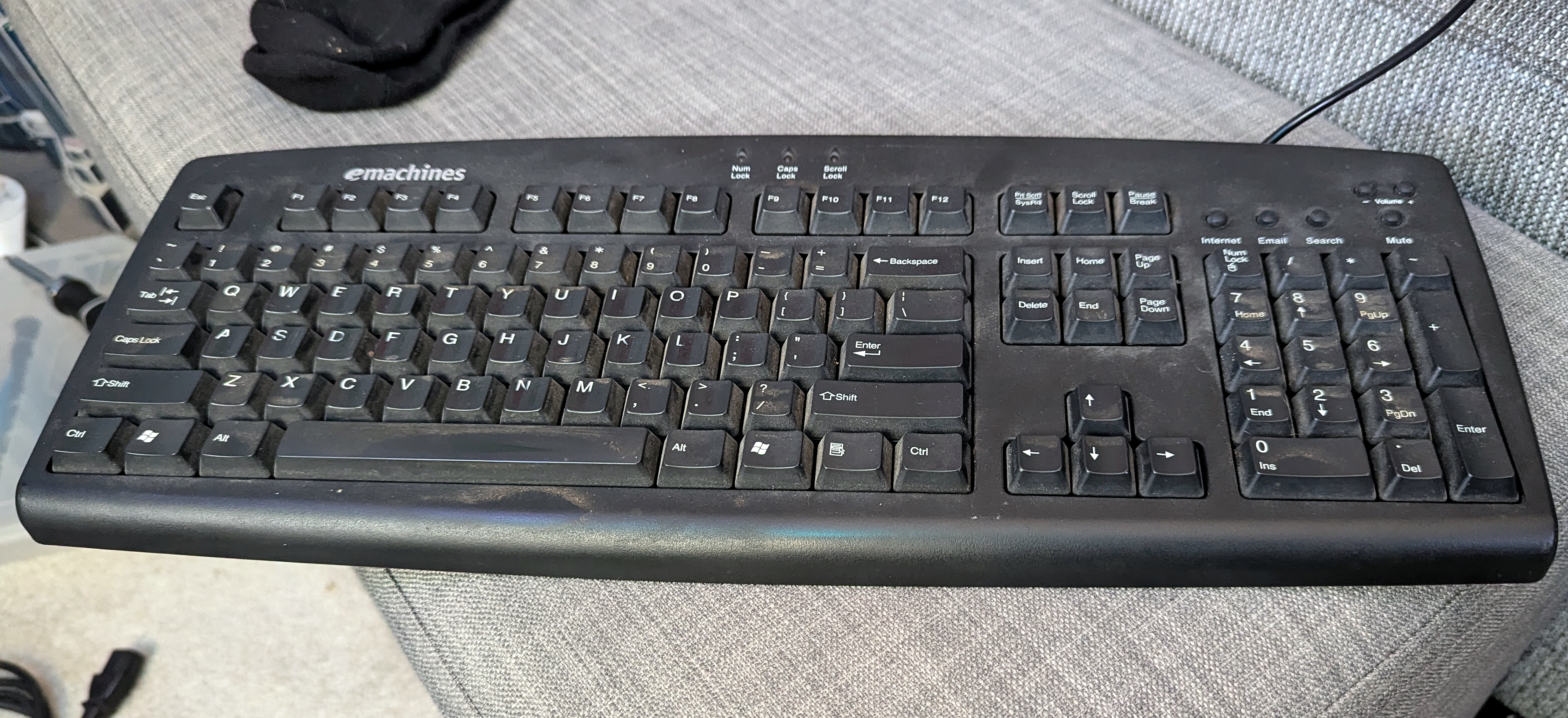
PS/2-клавиатура eMachines 5143

В марте акции eMachines начали котироваться на бирже NASDAQ на волне бума «доткомов». 24 марта было размещено первичное публичное предложение акций под тикером EEEE: за первый день eMachines заработала около 180 млн долларов на продаже акций при изначальной цене за 9 долларов за акцию (продано около 20 млн акций). В первый день стоимость одной акции преодолела отметку в 10 долларов, но затем упала на 8 % от изначальной стоимости до 8,25 долларов. Инвесторы скептически оценивали перспективы компании на торгах. Начавшееся весной падение спроса на рынке розничных продаж ПК вместе с трудностями поставки продукции из Азии усугубило ситуацию для eMachines. 28 апреля 2000 года, на момент открытия торгов стоимость одной акции eMachines составляла всего 2,38 доллара, но она поднялась до 8,56 долларов благодаря состоявшемуся в тот же день оглашению итогов I квартала.
Акции продолжили падение, снизившись 26 мая на 16,5 %, а 30 мая — на 18,6 % до отметки 4,13 доллара. Последнему падению способствовало изменение оценки акций холдинговой компанией Salomon Smith Barney — с «рекомендуется к покупке» на «нейтральное». К октябрю стоимость акций eMachines упала на 90 % по сравнению с моментом первого публичного предложения: по состоянию на 25 октября одна акция стоила 1,25 доллара (на NASDAQ — 1,21 доллара). С 7 ноября стоимость одной акции на бирже NASDAQ не поднималась выше 1 доллара, а 19 декабря упала до 25 центов. NASDAQ вынес фирме предупреждение — если к 20 марта (в течение 90 дней) цена одной акции не продержится на отметке более 1 доллара в течение 10 рабочих дней подряд, то eMachines грозит делистинг на бирже. По состоянию на 26 февраля 2001 года стоимость акции eMachines составляла всего 38 центов на бирже NASDAQ, а после закрытия торгов 13 марта — 31 цент. В мае 2001 года состоялся делистинг акций eMachines на NASDAQ.

### Кризис в 2000—2001 годах
В мае 2000 года Стивен Миллер объявил об уходе в компанию Swell.com на пост финансового директора, обязавшись покинуть eMachines только после назначения преемника (в декабре 2000 года им стал Джон А. Маскович). Во II квартале года eMachines, переоценив потребительский спрос, продала свою продукцию с большими скидками, понеся оперативные потери на 40 млн долларов. В конце июня компания заключила соглашение с MSN о разработке недорогих ПК для пользователей, которым был нужен доступ в Интернет. В III квартале убытки составили 6,1 млн долларов (против 2,9 млн долларов ровно год тому назад), а доходы выросли на 12 %, достигнув 175 млн долларов. Основная часть доходов шла от сделки с Dixons Group, которая рекламировала eMachines в Великобритании и за 90 дней взяла под контроль 10 % британского рынка. Во избежание дальнейших потерь руководство ввело новую систему дистрибуции «точно вовремя» (англ. just-in-time), чтобы избежать переизбытка продукции. Было объявлено о планах сократить масштабы производства на 20 %, что грозило сокращением объёма продаж в сетях розничной торговли на 10—20 %. Из компании к тому моменту ушли почти все сотрудники поглощённой Free-PC.
В октябре 2000 года компания заявила о планах начать в следующем году прямую продажу компьютеров клиентам в рассрочку, надеясь завершить IV квартал 2001 года в плюсе. В декабре фирма анонсировала ряд новых продуктов — серию S ноутбуков семейства eSlate, компьютеры eTower 700net (до 600 долларов) и eMonster 800net (до 900 долларов) с предустановленной Windows 2000. Также планировалась разработка проекта под рабочим названием E3, оснащённого дисплеем диаметром 12,1 дюймов с активной матрицей и сочетавшего в себе компьютер, телевизор, видеорекордер и музыкальный центр. Стоимость не должна была превышать 1000 долларов, выпуск первой партии планировался на конец I квартала 2001 года. В ноябре были анонсированы четыре модели по сниженным ценам (без мониторов) eTower 600is, eTower 633ids, eTower 667ir и eTower 700irx. Клиент получал скидку 400 долларов при покупке любой из них и заключении 3-летнего соглашения с провайдерами MSN или CompuServe. По итогам IV квартала фирма заработала на продажах всего 134,8 млн долларов, что оказалось на 56 % ниже, чем в III квартале. Потери только в IV квартале достигли 128,9 млн долларов, а за весь год они выросли с 9,5 млн до 221 млн. Доходы компании в течение года упали на 17 % до уровня в 684 млн долларов, рентабельность продаж не превышала 5 %. Все эти показатели ставили под вопрос дальнейшую судьбу компании: спасти её от банкротства могла только покупка каким-либо инвестором.
В феврале 2001 года Стивен Даккер ушёл с поста CEO компании, но зарплату ему решили платить до середины сентября. 5 марта 2001 года в должность CEO и президента вступил Уэйн Инуйе, который с 1995 года был вице-президентом сети магазинов электроники Best Buy. 15 февраля фирма, последовав примеру других предприятий, объявила об отказе от скидки в 400 долларов клиентам за покупку ПК и подключение к Интернету, начиная с III квартала из-за больших расходов. I квартал 2001 года фирма eMachines завершила с убытками в размере 31,1 млн долларов (против 11,9 млн долларов год назад), а её доходы снизились на 45 % до 136,2 млн долларов. Чистые убытки компании составили 22,1 млн долларов, а аналитики предсказывали возрастание убытков во второй половине года. В конце апреля с целью экономии был сокращён штат фирмы на 21 человека, закрыт ряд офисов и прекращено некоторых Интернет-продуктов. На покрытие расходов по реструктуризации фирме требовалось ещё 3,7 млн долларов. Фирма критиковалась за плохое качество обслуживания покупателей: продавцы-консультанты уговаривали клиентов вообще не приобретать продукцию eMachines. Из пяти проданных eMachines компьютеров один возвращался в магазины как неисправный.
В мае компания заключила соглашение об оказании консультаций с инвестиционным банком Credit Suisse First Boston. В июне финансовый директор и вице-президент eMachines Джон А. Маскович объявил о том, что 20 июля покинет eMachines. Компания решила не замещать вакантную должность, а контроль над транзакциями доверила старшему вице-президенту Адаму Андерсену (англ. Adam Andersen) и вице-президенту по финансовым вопросам Коринн Бертран (англ. Corinne Bertrand). В канун нового учебного года компания выпустила в августе четыре новые модели с микропроцессорами Intel — T1801, T1855, T1905 (все — Pentium III) и T3100 (процессор Pentium 4) с предустановленной системой Windows Me. К каждой модели прилагался купон, позволявший за дополнительную плату обновить систему до Windows XP. 4 сентября стало известно о предстоящем слиянии Hewlett-Packard и Compaq, которое должно было высвободить 20-процентную долю на рынке бюджетных ПК и дать шанс продуктам eMachines вернуться в магазины. В октябре была открыта новая служба поддержки клиентов, на развитие которой было потрачено всего около 20 млн долларов, и представлен ряд новых настольных ПК с предустановленной Windows XP и микропроцессорами от Intel — модели T1090, T1100 (процессоры Celeron), T4150 и T4155 (процессоры Pentium 4). Общее количество проданных компьютеров на тот момент составляло 3,6 млн экземпляров. Всего по итогам III квартала 2001 года компания понесла чистые убытки в размере 8,1 млн долларов при том, что год назад потери были выше — 18,1 млн долларов. Объём продаж упал на 47 % до 93,3 млн долларов, что было связано с отказом от ряда акций. Собственные денежные резервы компании возросли со 112,9 млн до 191,3 млн долларов.

## В составе EM Holdings

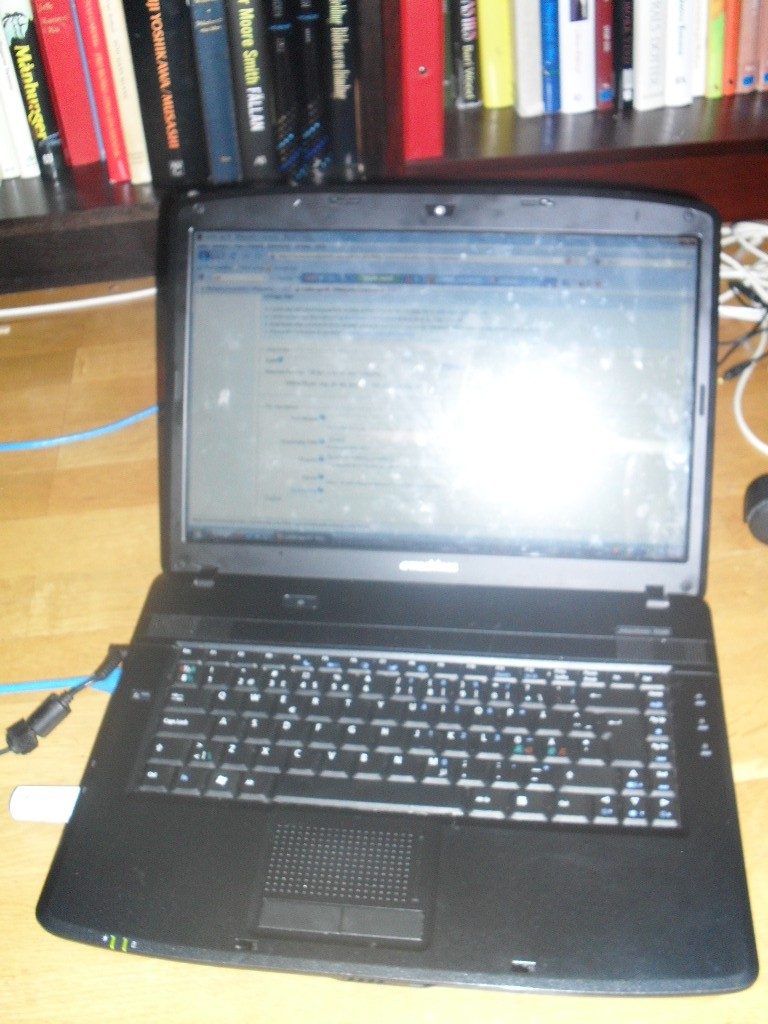
Ноутбук eMachines E520

В искавшую инвесторов и покупателей eMachines пришло письмо от владельца компании EM Holdings Inc. и директора-основателя eMachines Джона Хью. Он заявил о желании приобрести eMachines за 117,5 млн долларов наличными — больше, чем её тогдашняя рыночная стоимость. Предложение было публично оглашено 9 ноября 2001 года и действовало до 14 ноября. Для консультаций компания обратилась к инвестиционному банку Credit Suisse First Boston, который играл роль её финансового советника до сентября 2001 года. В ноябре EM Holdings официально приобрела фирму eMachines, сохранив ставку на продажи дешёвой продукции. 31 декабря 2001 года Джон Хью заявил, что приобрёл все акции компании за 159 млн долларов по цене 1,06 долларов за акцию (ранее ему принадлежало около 1,3 % акций). По состоянию на конец 2001 года общие убытки eMachines с момента её образования составили около 295 млн долларов.
К февралю 2002 года удельный вес продукции eMachines в магазинах электроники вырос до 13,8 % (в августе 2001 года составлял 11 %). В июле фирма, вышедшая на 2-е место по объёмам продаж в розничных магазинах, анонсировала выход новой линии доступных ПК (цена от 399 до 749 долларов). В программное обеспечение новых компьютеров входили операционная система Windows XP, бесплатный офисный пакет Microsoft Works, финансовое приложение Microsoft Money 2002 и энциклопедия Encarta, а также shareware-версии (90 дней) антивируса McAfee VirusScan 6.0 и мессенджера AOL 7.0. Некоторые из моделей оснащались CD-RW-приводами и Ethernet-картами. В том же году суд признал eMachines виновной в нарушении девяти патентов Compaq и вынес бессрочный запрет на использование ещё двух патентов.
Согласно репортажу CNN от декабря 2002 года, продукция eMachines оставалась одной из наиболее дешёвых на рынке. Хотя многие модели уступали по характеристикам образцам от Dell или Gateway, их характеристики значительно улучшились за счёт замены комплектующих. На октябрь 2002 года в программное обеспечение моделей eMachines входили операционная система Windows XP, офисный пакет Microsoft Works 6.0, программа для чтения цифровых документов Adobe Acrobat и триал-версия антивируса McAfee. Номинально программами было занято не более 10 % места на жёстком диске. На каждом компьютере спереди указывался серийный номер для удобства пользователей, обращавшихся в техподдержку. Инуйе заявил о том, что хотел бы добиться для компьютеров eMachines такой же статус на рынке ПК, как у Toyota Camry на рынке автомобилей. Однако по итогам года журнал PC Magazine в ежегодном рейтинге выпущенной продукции оценил самой низкой оценкой «F» модели фирм eMachines, Hewlett-Packard/Compaq, Acer и NEC. Высшие баллы «A+» в этом рейтинге получили компьютеры от Dell и Apple).
В 2003 году eMachines начала продавать более мощную продукцию, цена которой чуть возросла. Примером стал компьютер T2865 с процессором AMD Athlon XP 2800+ (тактовая частота 2,1 ГГц) и гарантией на год. Были установлены система Windows XP с критическими обновлениями на август 2003 года, офисный пакет Microsoft Works 7.0, программа управления финансами Microsoft Money 2004 и браузер Netscape 6.2, но отсутствовал какой-либо файрвол. К концу года стараниями Инуйе объём продаж вырос до 1 млрд долларов при накладных менее 6 % от всего объёма продаж. В IV квартале 2003 года фирма продала 497 тысяч компьютеров против 496 тысяч у предприятия Gateway, которое несло убытки в течение всего 2003 года. 19 января 2004 года eMachines анонсировала две модели ноутбуков (M6805 и M6807), работающие на 64-битных микропроцессорах Athlon и подходившие как для работы, так и для компьютерных игр. Модель M6807 использовала микропроцессор AMD Athlon 64 3000+ тактовой частотой 1,8 ГГц — первый 64-битный микропроцессор для ноутбуков. Согласно журналу ProQuest, ноутбук обладал высоким быстродействием и достаточным запасом оперативной памяти, но мог работать без подзарядки всего 2 ч 49 мин (против 4—6 часов у аналогов).

## В составе Gateway

### Сделка по приобретению eMachines

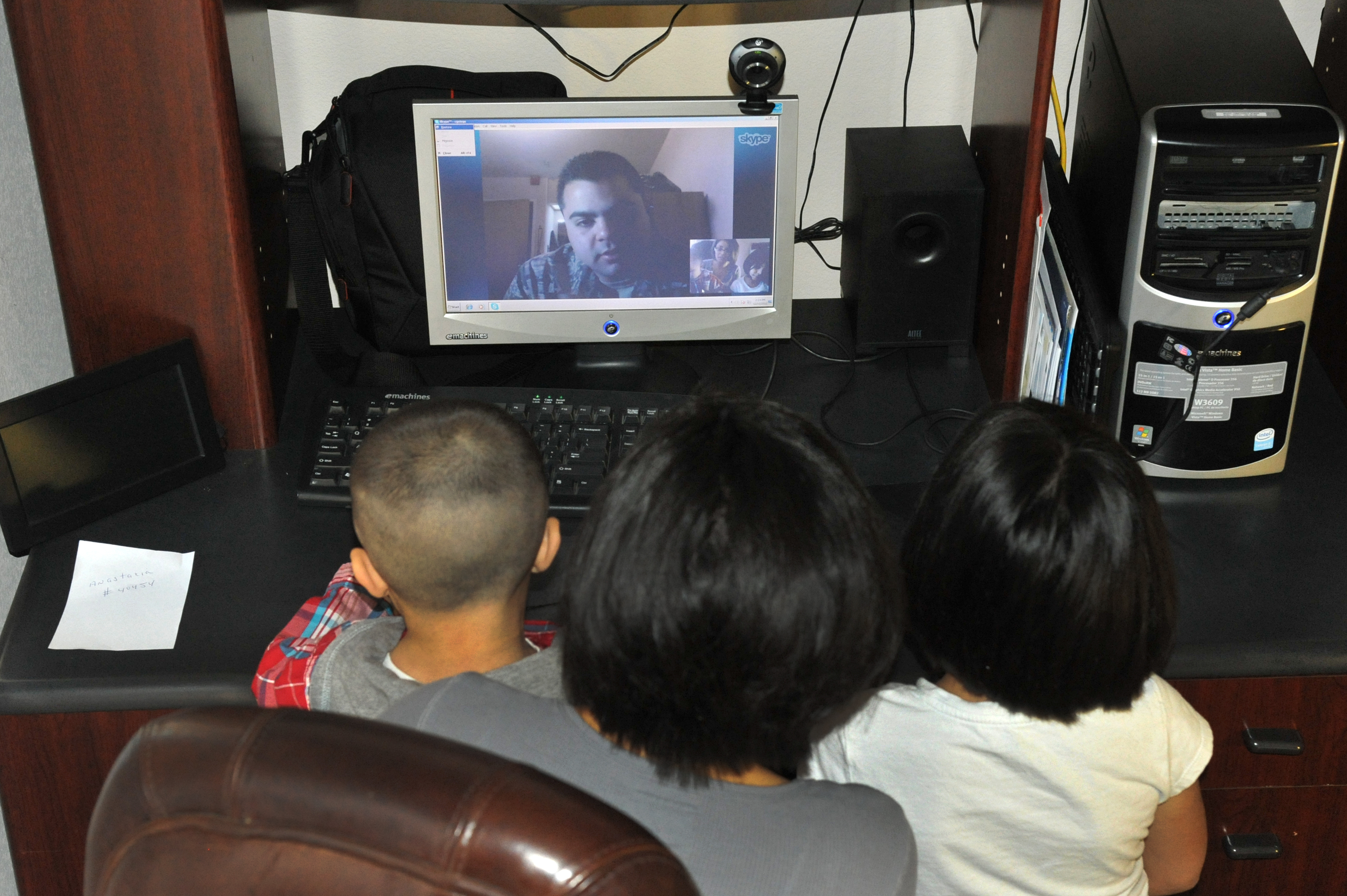
Компьютер eMachines W3609 с фирменным монитором и веб-камерой

На выставке Comdex 2002 Джон Хью провёл переговоры с основателем и председателем фирмы-производителя ПК Gateway, Inc. Тедом Уэйттом о возможном объединении двух компаний. Изначально Хью обратился к инвесторам из Averil Capital Markets Group, намереваясь с июля 2002 года начать сбор средств на покупку и приватизацию Gateway. По состоянию на 30 сентября 2002 года собственные средства Gateway составляли 433 млн долларов наличными и 696 млн долларов в ценных бумагах (итого около 1,1 млрд долларов или 3,48 доллара за акцию). 16 октября 2002 года стоимость акции Gateway упала до 2,69 долларов при рыночной капитализации в 872 млн долларов. По мнению Хью, тогда для закрытия сделки по покупке Gateway потребовалось бы около 1,5 млрд долларов, а акции нового предприятия после покупки поднялись бы до 4,62 долларов. В 2003 году Gateway свернула своё производство в США, закрыв два своих завода.
После покупки Gateway Джон Хью намеревался переделать фирму на свой лад, в том числе за счёт закрытия фирменных магазинов Gateway и сохранения розничных. По его мнению, объединение двух компаний было неизбежным с учётом их позиций на трёх сегментах компьютерного рынка — сегменте прямых продаж, где господствовал Dell и на которые делал ставку Gateway; сегменте корпоративных продаж, где значительная доля была у Dell; сегменте розничных продаж, где действовали преимущественно eMachines и Hewlett-Packard. Объединение могло бы помочь новой фирме укрепить позиции на всех трёх сегментах, но этому противились те, кто видели в Gateway конкурента в розничной торговле. В итоге события развернулись с точностью до наоборот: 30 января 2004 года Gateway сама объявила о планах приобрести eMachines, и 11 марта эта сделка состоялась. Сумма сделки составила 289,5 млн долларов, в неё вошли 30 миллионов долларов наличными и ещё 50 миллионов акций (по 5,19 долларов за акцию). Около 2,4 млн акций принадлежали 29 ведущим менеджерам eMachines. По мнению CNET, если бы приобретение состоялось ещё 30 января, Gateway потратила бы около 235 млн долларов. Фирма заполучила в своё пользование дистрибьюторские связи eMachines, модель распространения ПК на розничном рынке и самую широкую линию бытовой электроники среди всех производителей ПК. В ведение Gateway перешли филиалы eMachines в Японии, Великобритании и Восточной Европе.
Gateway сохранила прежнюю торговую марку eMachines и ставку на невысокие цены, но компьютеры под этой маркой могли продаваться только через независимые розничные каналы. Южнокорейская TriGem продолжила сборку компьютеров для Gateway, но лишилась всех прав на бренд eMachines. При заключении сделки Хью, ставший вторым крупнейшим акционером в Gateway, предоставил новой материнской компании право запрета на первое предложение в обмен на её частичный отказ от соглашения об ограничении конкуренции, подписанного при продаже eMachines. По словам инвестора Дианы Маранон, Хью предпочёл получить большую часть денег акциями, а не наличными. В марте 2004 года Тед Уэйтт покинул пост генерального директора (CEO) Gateway, который занял экс-CEO компании eMachines Уэйн Инуйе, обеспечивший высокие показатели eMachines. Он также получил в качестве компенсации право на приобретение 10 млн акций Gateway по цене 5,19 долларов за акцию. Уэйтт остался председателем и крупнейшим акционером компании, а Род Шервуд сохранил за собой пост финансового директора.

### После завершения сделки
После сделки Gateway стала третьим по масштабам производителем ПК в Штатах, контролируя 7 % рынка в целом и более 25 % розничного рынка, и 8-м по масштабам производителем ПК в мире. В конце марта 2004 года Gateway объявила о предстоящем переезде головного офиса из города Поуэй (округ Сан-Диего) в округ Ориндж. В апреле 138 экс-сотрудников eMachines получили от своего бывшего руководителя Джона Хью общую сумму в размере 72,5 млн долларов, которую тот заработал на продаже компании (каждый работник получил сумму, составлявшую не менее 30 % среднего годового дохода).
В том же месяце была представлена первая после сделки линейка компьютеров и ноутбуков eMachines. В неё вошли ноутбуки M2105 с процессором Intel Celeron 2,8 ГГц, M6805 с 64-битным процессором AMD Mobile Athlon 64 3000+ и настольный компьютер T2742 с процессором Celeron на 2,7 ГГц и первой комбинацией привода DVD/CD-RW. Одновременно Gateway закрыла свои розничные магазины и сократила штат своих сотрудников на 2,5 тысячи человек. Пресса связала это со стремлением Gateway получить доступ к сети партнёров eMachines по розничной дистрибуции и избежать при этом конфликтов. Компьютеры марки eMachines продавались фирмой Gateway в качестве моделей начального уровня, компьютеры марки Gateway — в качестве моделей премиум-уровня.
23 августа 2005 года бывший финансовый директор eMachines Джон Голдсберри (англ. John Goldsberry) занял аналогичную должность в Gateway. В феврале 2006 года из компании ушёл Уэйн Инуйе. В ноябре того же года была представлена новая модель ПК eMachines T5048 за 450 долларов (цены аналогов — Dell Dimension E521 за 619 долларов, HP Pavilion Slimline s7600e за 965 долларов). Объём оперативной памяти у неё был недостаточным для новой операционной системы Windows Vista, саму модель критиковали за громкую работу вентилятора охлаждения и некачественную мышь в комплектации.

## В составе Acer

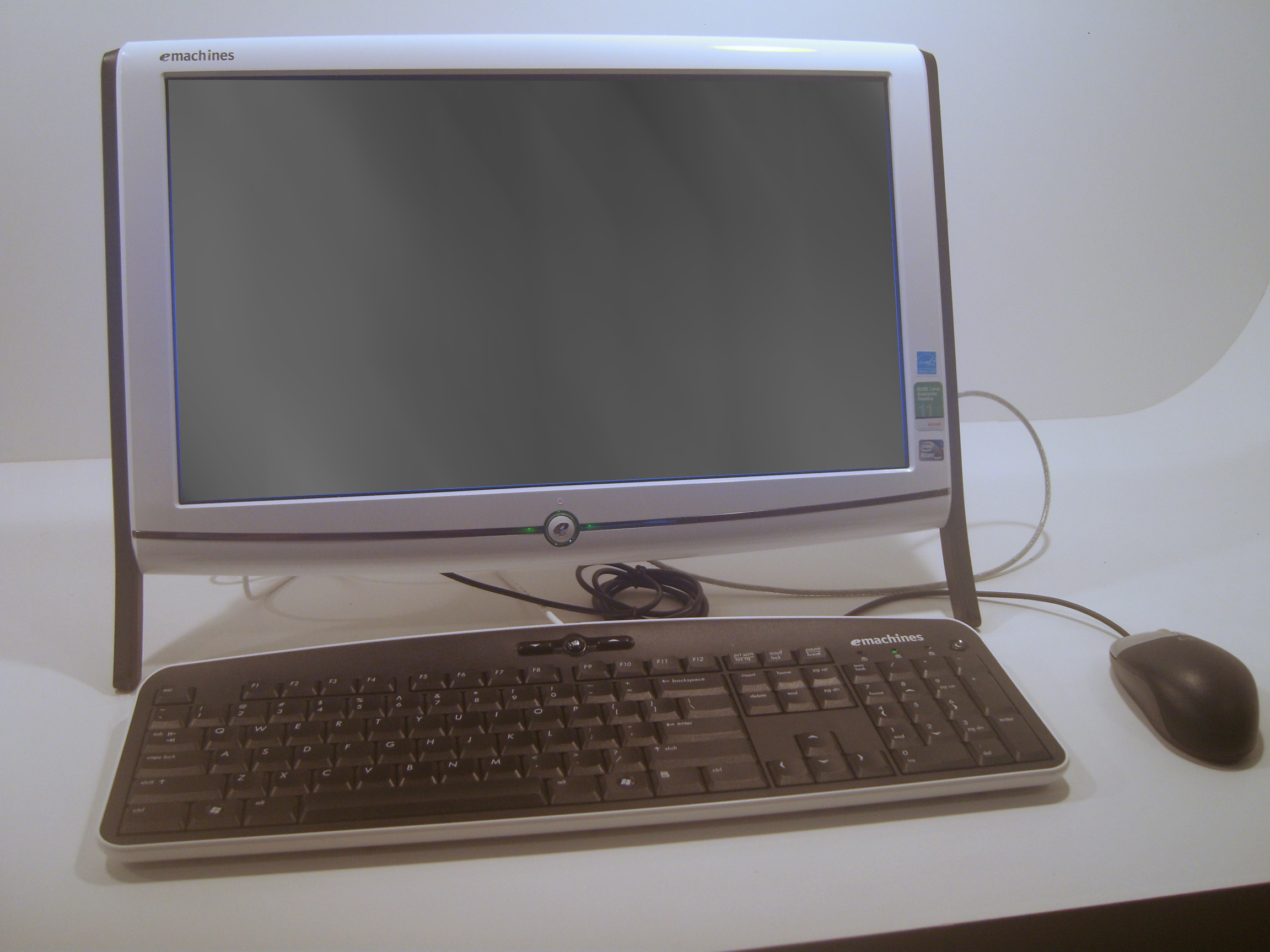
Ноутбук eMachines EZ1601-01

27 августа 2007 года было объявлено, что компания Acer Inc. приобретёт за 710 млн долларов фирму Gateway, у которой начались серьёзные финансовые проблемы. Сделку намеревались закрыть к декабрю, что позволило бы Acer сместить Apple с 3-го места в рейтинге крупнейших производителей и поставщиков ПК на американском рынке, но сделку удалось закрыть уже в октябре. Acer приобрела права на бренды продукции Gateway, eMachines и Packard Bell.
В июле 2008 года официально были запущены марки eMachines и Packard Bell и началась поставка ноутбуков марки eMachines в Россию. Предполагалось, что до 50 % ноутбуков будут продаваться под маркой Acer, около 30 % — под маркой eMachines, 20 % — под маркой Packard Bell. В IV квартале был представлен новый бюджетный ноутбук eMachines E510 (около 13 тысяч рублей на российском рынке) с сокращённым до минимума количеством портов (три USB-порта, отсутствие Wi-Fi модуля), традиционной клавиатурой и разрешением экрана 1280×800. Использовалась ОС Windows Vista Basic; был установлен двухядерный процессор Celeron тактовой частотой 1,73 ГГц, объём оперативной памяти составлял 1 ГБ, жёсткого диска — 120 ГБ; графический адаптер Intel GMA X3100 был встроен в чипсет. Ноутбук уступал модели Acer Extensa 5630G по производительности, но оптимально подходил для работы с офисными приложениями и в Интернете.
В апреле 2009 года Acer объявила, что все устройства на базе ноутбука Acer Aspire One будут представлены под всеми четырьмя брендами компании — Acer, eMachines, Gateway и Packard Bell. Предполагалось, что основные продажи ноутбуков eMachines и Gateway будут вестись преимущественно на территории США. В июле был анонсирован выход трёх моделей ноутбуков eMachines — E525/EG525, E625/EG625 и E725/EG725. Все они были разработаны на базе процессоров Intel и AMD (в зависимости от конфигурации) и обладали достаточной производительностью для решения повседневных задач. Каждый из ноутбуков был оснащён ЖК-дисплеем, у некоторых был встроенный модуль WiMax. В том же месяце появился неттоп EZ1601 стоимостью 399 долларов с процессором Intel Atom N270, разрекламированный как «семейный компьютер». 23 декабря 2009 года в России была зарегистрирована торговая марка eMachines, заявку на регистрацию которой подали ещё 18 августа 2008 года.
В июне 2010 года был представлен неттоп Mini-e (модель ER1402-05) стоимостью почти 300 долларов на базе процессора AMD Athlon II Neo с тактовой частотой 1,7 ГГц. Результаты тестов при запуске Adobe Photoshop CS3 (обработка изображения) и Apple iTunes (время на загрузку аудиозаписи) показали, что неттоп не отличался высоким быстродействием: он медленно обрабатывал HD-видео, к тому же у него не было привода для оптических дисков. При этом Mini-e поддерживал Wi-Fi соединение (стандарт 802.11n), имел HDMI-выход и многоформатный кард-ридер, а также расходовал мало энергии. По итогам 2010 года из проданных в России 4,14 млн ноутбуков и планшетных компьютеров 6 % составили модели бренда eMachines.

## Конец бренда
В конце 2011 года генеральный директор компании Acer Джей Ти Вонг заявил о принятии новой стратегии развития — переходе на выпуск более дорогих ультрабуков и мобильных устройствах высшей ценовой категории. 24 мая 2012 года на российской пресс-конференции Acer было заявлено, что бренд eMachines будет на какое-то время «заморожен», а новых продуктов с его логотипом не появится. Теоретическая возможность возвращения к использованию бренда допускалась.
В январе 2013 года было официально подтверждено решение о завершении всех операций, связанных с торговой маркой eMachines, и ликвидации соответствующего бренда. Ликвидацию связали не только с изменением стратегии развития Acer и концентрации на более дорогих ультрабуках и мобильных устройствах высшей ценовой категории, но и со снижением стоимости активов: в убытки было списано свыше 120 млн долларов. Формально бренд eMachines прекратил существование 17 января 2013 года. Тем не менее, поддержка устаревших продуктов марок Gateway, Packard Bell и eMachines продолжается и в настоящее время.

## Характеристики некоторых продуктов
| Модель        | Дата анонса              | Процессор                           | Оперативная память   | Жёсткий диск | Дисковод                      | Операционная система    | Дополнительные устройства                                               | Цена, US$               |
| ------------- | ------------------------ | ----------------------------------- | -------------------- | ------------ | ----------------------------- | ----------------------- | ----------------------------------------------------------------------- | ----------------------- |
| eTower 266    | Конец 1998               | Cyrix M-II, 266 МГц                 | 32 МБ                | 2,1 ГБ       | 24x CD-ROM                    | Windows 98              | 56K-модем V.90                                                          | 399 (с монитором — 499) |
| eTower 300    | Конец 1998               | Intel Celeron, 300 МГц              | 32 МБ                | 3,1 ГБ       | 24x CD-ROM                    | Windows 98              | сетевая карта 10/100Base-T                                              | 499 (с монитором — 599) |
| eTower 300k   | Конец 1998 — начало 1999 | AMD K6-2, 300 МГц                   | SDRAM 32 МБ + 256 МБ | 2,1 ГБ       | 24x CD-ROM                    | Windows 98              | 56K-модем V.90, два USB-порта, один PCI-слот, два ISA-слота             | 399 (с монитором — 499) |
| eTower 300c   | Январь 1999              | Cyrix M-II, 300 МГц                 | 32 МБ                | 2,1 ГБ       | 24x CD-ROM                    | Windows 98              | два USB-порта, 56K-модем                                                | 399 (с новым HDD — 499) |
| eTower 333i   | Январь 1999              | Intel Celeron, 333 МГц              | 32 МБ                | 3,3 ГБ       | 24x CD-ROM                    | Windows 98              | —                                                                       | 549 (со скидкой — 499)  |
| eTower 333id  | Февраль 1999             | Intel Celeron, 333 МГц              | 32 МБ                | 4,3 ГБ       | 5x DVD-ROM                    | Windows 98              | —                                                                       | 599                     |
| eTower 600is  | Конец 2000 — начало 2001 | Intel Celeron, 600 МГц              | SDRAM 32 МБ + 256 МБ | 10 ГБ        | 40x CD-ROM, поддержка дискет  | Windows ME              | два USB-порта, 56K-модем ITU v.90 PCI                                   | 474 (со скидкой — 399)  |
| eTower 633ids | Конец 2000 — начало 2001 | Intel Celeron, 633 МГц              | SDRAM 64 МБ + 256 МБ | 14,2 ГБ      | 12x DVD-ROM, поддержка дискет | Windows ME              | 56K-модем ITU v.90 PCI, два USB-порта, два PCI-слота                    | 599 (со скидкой — 549)  |
| eTower 667ir  | Конец 2000 — начало 2001 | Intel Celeron, 667 МГц              | SDRAM 64 МБ + 256 МБ | 15 ГБ        | 8x/32x CD-RW                  | Windows ME              | —                                                                       | 699 (со скидкой — 649)  |
| eTower 700irx | Конец 2000 — начало 2001 | Intel Celeron, 700 МГц              | SDRAM 64 МБ + 256 МБ | 20 ГБ        | 4x/24x CD-RW, 4x DVD-ROM      | Windows ME              | —                                                                       | 799 (со скидкой — 749)  |
| T1801         | Август 2001              | Intel Pentium III, 800 МГц          | 128 МБ               | 20 ГБ        | CD-ROM                        | Windows ME и Windows XP | —                                                                       | 400                     |
| T1855         | Август 2001              | Intel Pentium III, 850 МГц          | 128 МБ               | 20 ГБ        | DVD-ROM                       | Windows ME и Windows XP | —                                                                       | 500                     |
| T3100         | Август 2001              | Intel Pentium III, 1 ГГц            | 128 МБ               | 30 ГБ        | CD-RW                         | Windows ME и Windows XP | Ethernet-карта                                                          | 700                     |
| T4130         | Август 2001              | Intel Pentium 4, 1,3 ГГц            | 128 МБ               | 40 ГБ        | CD-RW/DVD                     | Windows ME и Windows XP | Ethernet-карта                                                          | 1000                    |
| T1090         | Октябрь 2001             | Intel Celeron, 900 МГц              | SDRAM 128 МБ         | 20 ГБ        | 48x CD-ROM                    | Windows XP              | Два USB-порта, два PCI-слота, без Ethernet                              | 474 (со скидкой — 399)  |
| T1100         | Октябрь 2001             | Intel Celeron, 1,1 ГГц              | SDRAM 128 МБ         | 20 ГБ        | CD-RW                         | Windows XP              | Два USB-порта, два PCI-слота, без Ethernet                              | 574 (со скидкой — 479)  |
| T4150         | Октябрь 2001             | Intel Pentium 4, 1,5 ГГц            | SDRAM 256 МБ         | 40 ГБ        | 12x CD-RW                     | Windows XP              | Ethernet-порт                                                           | 749 (со скидкой — 699)  |
| T4155         | Октябрь 2001             | Intel Pentium 4, 1,5 ГГц            | SDRAM 256 МБ         | 60 ГБ        | CD-RW/DVD                     | Windows XP              | Ethernet-порт                                                           | 849 (со скидкой — 799)  |
| T2865         | Ноябрь 2003              | AMD Athlon XP 2800+, 2,1 ГГц        | 512 МБ               | 149 ГБ       | CD-RW, DVD+/-RW, CD-ROM       | Windows XP              | Ethernet-порт, 56K-модем V.92, два PCI-слота, AGP-слот, пять USB-портов | 1120                    |
| M6805         | Январь 2004              | AMD Mobile Athlon 64 3000+, 1,8 ГГц | 512 МБ               | 60 ГБ        | DVD-CD/RW                     | Windows XP              | четыре USB-порта, Wi-Fi модуль, экран 15,4"                             | 1449 (со скидкой)       |
| M6807         | Январь 2004              | AMD Mobile Athlon 64 3000+, 1,8 ГГц | 512 МБ               | 60 ГБ        | DVD-RW                        | Windows XP              | Wi-Fi модуль, экран 15,4"                                               | 1549 (со скидкой)       |
| EZ1601        | Июль 2009                | Intel Atom N270, 1,6 ГГц            | DDR2 1 ГБ            | 160 ГБ       | 8x DVD+/-R/RW                 | Windows XP              | модуль Wi-Fi 802.11b/g, пять USB-портов                                 | 399                     |
| ER1402-05     | Июнь 2010                | AMD Athlon II Neo K125, 1,7 ГГц     | DDR3 SDRAM 2 ГБ      | 160 ГБ       | нет, есть кард-ридер          | Windows 7               | модуль Wi-Fi 802.11 b/g/n, Ethernet-выход, HDMI-выход, D-Sub-выход      | 299                     |

## Комментарии
1. ↑  Согласно публикации Forbes от 31 мая 1999 года, компания eMachines занималась только поставкой ПК, но не их сборкой или проверкой[10].
2. ↑  По данным Los Angeles Times, рентабельность продаж за первые полгода у eMachines составила 3,6%, а у Compaq — 22,6%[31].
3. ↑  Анонсировался бесплатный 30-дневный доступ в Интернет от провайдера Netcom[англ.][14].
4. ↑  При выборе комплектации с жёстким диском на 3,2 ГБ стоимость возрастала на 100 долларов[15].
5. ↑  Предоставлялась возможность обновления Windows ME до Windows XP за US$14,95[57].
6. ↑  Точные характеристики дисководов: 16x/10x/40x CD-RW, 4x/2-2,4x/12x DVD+/-RW, 48x CD-ROM; предусматривалась поддержка дискет и карт памяти[65]